# Torneo de la Comunidad de Madrid
Das Torneo de la Comunidad de Madrid de Baloncesto ACB ist ein vom Regionalverband der Autonomen Gemeinschaft Madrid, der Federación de Baloncesto de Madrid, organisiertes Basketballturnier. Der Bewerb wird seit 1984 jeweils vor Beginn der Spanischen Meisterschaft ausgetragen. Teilnahmeberechtigt sind jene Klubs aus der Autonomen Gemeinschaft Madrid, die in der höchsten spanischen Basketballliga vertreten sind. Rekordmeister ist Real Madrid mit 20 Titeln, CB Estudiantes gewann das Turnier neun Mal, Baloncesto Fuenlabrada hält bei einem Sieg.

## Modus
Der Modus des Bewerbs ist abhängig von der Anzahl teilnehmender Mannschaften, sind nur zwei Klubs in der Liga ACB vertreten, so wird der Meister in der Regel in einem Spiel ermittelt, 1992 und 1994 in Hin- und Rückspiel. Anderenfalls wird ein Turnier (Jeder gegen jeden) an einem vorher bestimmten Ort veranstaltet.

## Liste der Meister
| Jahr | Ort                        | Meister                | Zweiter                | Ergebnis(se)                             |
| ---- | -------------------------- | ---------------------- | ---------------------- | ---------------------------------------- |
| 1984 | Collado Villalba           | Real Madrid            | CB Estudiantes         | 101:72                                   |
| 1985 | San Sebastián de los Reyes | Real Madrid            | CB Estudiantes         | 101:79                                   |
| 1986 | Madrid                     | Real Madrid            | CB Estudiantes         | 95:92                                    |
| 1987 | Madrid                     | Real Madrid            | CB Estudiantes         | 102:87                                   |
| 1988 | Madrid                     | CB Estudiantes         | Real Madrid            | 82:78                                    |
| 1989 | Madrid                     | Real Madrid            | CB Estudiantes         | RM 96:85 EST RM 93:65 CV EST 111:83 CV   |
| 1990 | Madrid                     | CB Estudiantes         | CB Collado Villalba    | EST 86:82 CV CV 77:61 RM EST 92:68 RM    |
| 1991 | Madrid                     | Real Madrid            | CB Estudiantes         | RM 80:76 EST RM 101:95 CV EST 95:68 CV   |
| 1992 | Madrid                     | CB Estudiantes         | Real Madrid            | EST 76:65 RM RM 54:68 EST                |
| 1993 | Madrid                     | CB Estudiantes         | Real Madrid            | 78:69                                    |
| 1994 | Madrid                     | Real Madrid            | CB Estudiantes         | EST 79:81 RM RM 100:91 EST               |
| 1995 | Madrid                     | Real Madrid            | CB Estudiantes         | 100:92                                   |
| 1996 | Madrid                     | CB Estudiantes         | Real Madrid            | RM 51:30 FUE EST 40:27 RM EST 48:44 FUE  |
| 1997 | Madrid                     | Real Madrid            | CB Estudiantes         | 87:75                                    |
| 1998 | Torrejón de Ardoz          | Baloncesto Fuenlabrada | Real Madrid            | FUE 91:80 RM EST 88:87 FUE RM 79:73 EST  |
| 1999 | Torrejón de Ardoz          | CB Estudiantes         | Real Madrid            | EST 77:69 RM EST 90:74 FUE RM 91:75 FUE  |
| 2000 | Torrejón de Ardoz          | Real Madrid            | Baloncesto Fuenlabrada | RM 90:69 FUE FUE 76:75 EST RM 93:89 EST  |
| 2001 | Arganda del Rey            | CB Estudiantes         | Real Madrid            | EST 97:96 FUE RM 93:49 FUE EST 95:82 RM  |
| 2002 | Arganda del Rey            | CB Estudiantes         | Baloncesto Fuenlabrada | EST 80:73 FUE FUE 68:67 RM EST 83:72 RM  |
| 2003 | Torrejón de Ardoz          | CB Estudiantes         | Real Madrid            | RM 84:82 FUE EST 108:89 FUE EST 90:74 RM |
| 2004 | Torrejón de Ardoz          | Real Madrid            | CB Estudiantes         | 81:69                                    |
| 2005 | Pinto                      | Real Madrid            | Baloncesto Fuenlabrada | EST 77:76 FUE FUE 70:67 RM RM 92:70 EST  |
| 2006 | Pinto                      | Real Madrid            | Baloncesto Fuenlabrada | RM 78:61 FUE FUE 67:54 EST RM 69:57 EST  |
| 2007 | Alcobendas                 | Real Madrid            | Baloncesto Fuenlabrada | FUE 76:72 EST RM 71:62 FUE RM 70:60 EST  |
| 2008 | Alcobendas                 | Real Madrid            | CB Estudiantes         | EST 75:59 FUE FUE 69:63 RM RM 75:59 EST  |
| 2009 | Alcobendas                 | Real Madrid            | Baloncesto Fuenlabrada | RM 65:59 FUE FUE 79:75 EST RM 78:70 EST  |
| 2010 | Fuenlabrada Madrid         | Real Madrid            | Baloncesto Fuenlabrada | FUE 78:76 EST RM 85:71 FUE RM 84:79 EST  |
| 2011 | Leganés                    | Real Madrid            | CB Estudiantes         | RM 81:62 FUE EST 70:68 FUE RM 79:68 EST  |
| 2012 | Leganés                    | Real Madrid            | CB Estudiantes         | 71:60                                    |
| 2013 | Leganés                    | Real Madrid            | CB Estudiantes         | 86:69                                    |
| 2014 | keine Austragung           | keine Austragung       | keine Austragung       | keine Austragung                         |

### Titel nach Klub
| Klub                   | Titel | Meisterjahre |
| ---------------------- | ----- | --- |
| Real Madrid            | 20    | 1984, 1985, 1986, 1987, 1989, 1991, 1994, 1995, 1997, 2000, 2004, 2005, 2006, 2007, 2008, 2009, 2010, 2011, 2012, 2013 |
| CB Estudiantes         | 9     | 1988, 1990, 1992, 1993, 1996, 1999, 2001, 2002, 2003                                                                   |
| Baloncesto Fuenlabrada | 1     | 1998 |